# Conus tornatus
Conus tornatus é uma espécie de gastrópode do gênero Conus, pertencente a família Conidae.